# Landkreis Wittenberg

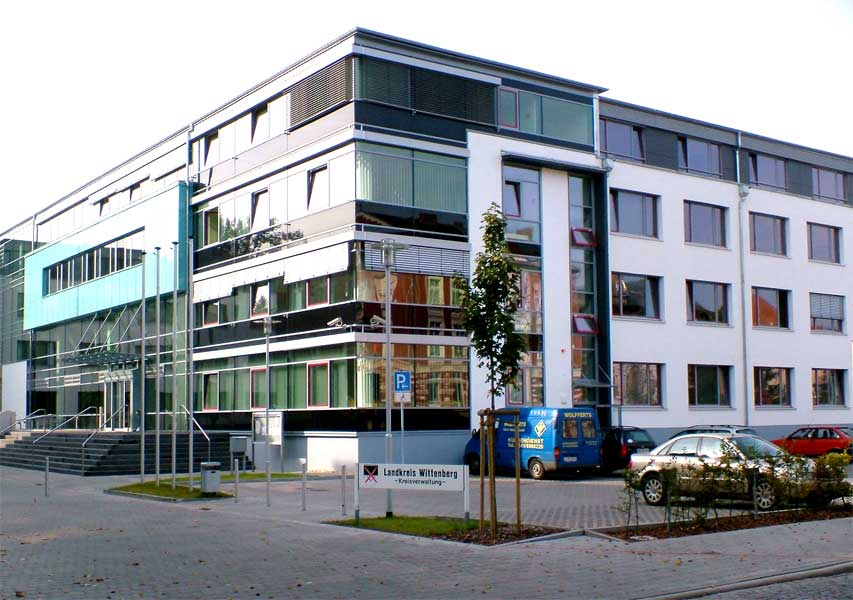
Kantoor van de Landkreis

Landkreis Wittenberg is een Landkreis in de Duitse deelstaat Saksen-Anhalt. Het is tijdens de tweede herindeling van Saksen-Anhalt op 1 juli 2007 heropgericht en bestaat uit het voormalige Landkreis Wittenberg en Verwaltungsgemeinschaft Coswig (Anhalt) en Verwaltungsgemeinschaft Wörlitzer Winkel uit het voormalige Anhalt-Zerbst. De hoofdplaats blijft Lutherstadt Wittenberg. De Landkreis telt 124.185 inwoners (31 december 2020) op een oppervlakte van 1.929,96 km².

## Steden en gemeenten

De Landkreis omvat negen eenheidsgemeenten, die alle ook het stadsrecht bezitten en telt 124.185 inwoners (stand: 31-12-2020).
1. Annaburg, Stad (6.635)
2. Bad Schmiedeberg, Stad (8.129)
3. Coswig (Anhalt), Stad (11.521)
4. Gräfenhainichen, Stad (11.467)
5. Jessen (Elster), Stad (14.074)
6. Kemberg, Stad (9.544)
7. Oranienbaum-Wörlitz, Stad (8.206)
8. Lutherstadt Wittenberg, Stad (45.425)
9. Zahna-Elster, Stad (9.184)

Annaburg ·
Bad Schmiedeberg ·
Coswig (Anhalt) ·
Gräfenhainichen ·
Jessen (Elster) ·
Kemberg ·
Oranienbaum-Wörlitz ·
Wittenberg ·
Zahna-Elster